# 片岡昇
片岡 昇（かたおか のぼる、1932年8月28日 - ）は、石川県鳳至郡出身の元プロボクサー。本名・片岡 昭雄（かたおか あきお）。スタイルはオーソドックス。不二ボクシングジム所属。日本人で史上初のヘビー級タイトル獲得者であり、諸々の事情から長い間空白だったこともあり、この歴史から「日本唯一のヘビー級王者」とも長らく呼ばれていた。体重は79.9kg（現在ではクルーザー級に当たる）。

## 来歴
不二ジムが中心となって企画された「ヘビー級ボクサー養成プロジェクト」の一環として大相撲力士からボクサーに転向。
1956年9月17日、村下巌との初の日本人同士のヘビー級戦が行われ、これに勝利した片岡は日本ヘビー級1位となる。
1957年5月4日、京橋公会堂にて中越豊との日本ヘビー級タイトルマッチに出場。10回判定勝ちで初代日本王座を獲得した。6戦目での王座獲得は2年後に米倉健志が5戦目で奪取するまで日本王座獲得最短記録であった（2022年現在の記録は千本瑞規・但馬ミツロの2戦）。しかし、この試合は「スピードもスタミナもない凡戦」と酷評された。また、防衛戦の相手が見つからなかったため、翌1958年1月に王座が保留となり、日本ランキングも事実上消滅した。また、試合枯れの間に米軍のアマチュア選手に23秒KO負けを喫している。
片岡の引退以降、2012年に藤本京太郎が1位になるまで半世紀以上日本ヘビー級は空白であり、2013年に藤本京太郎が日本ヘビー級王者になるまでタイトルは空位だった。

## 戦績
6戦4勝（2KO）2敗